# 撞鬼
《撞鬼》（英語：Attack of the Joyful Goddess）是1983年张彻执导、江生和鹿峰为副导演，程天赐、李中一等人出演的一部香港電影，该电影主要讲述一个拥有“喜神”这个灵物的戏班因为害怕军阀司令报复，从而杀死了戏班成员，然后遭到了报复的故事。

## 劇情簡介
在民国，有一个总有“喜神”的灵物的戏班。并且戏班还有一条必须把“喜神”背朝上放的规定，而戏班一个实习成员不知道，结果因为面朝上而受到诅咒，从而死于雷击。
之后由于当地军阀司令看上了戏班的花旦，可花旦却和戏班的一个武生相恋，且此人性格刚烈。
而后，由于戏班的人害怕司令会因此会遭到，同时戏班也有一些人对他刚烈的性格表示不满。于是戏班的人决定杀了他。
但在之后，戏班的人不断遭遇意外。而后戏班因为缺人于是决定又招了一个武生，可武生得知了之前的事情后，决定用“喜神”以及靠自己来为那位武生报仇。
之后，军阀司令以及其身边的人和一部分戏班成员最后全部被杀……

## 演员
- 程天赐
- 李中一
- 徐中菲
- 江生
- 鹿峰
- 余太平
- 王菲
- 王德胜

## 相關連結
- 豆瓣电影上《撞鬼》的資料 （简体中文）
- 互联网电影数据库（IMDb）上《撞鬼》的资料（英文）